# Бахтин, Александр Николаевич (генерал)
Александр Николаевич Бахтин (26 декабря 1885, Новгород — 23 марта 1963, Москва) — российский и советский военный деятель, генерал-лейтенант (4 июня 1940 года).

## Биография
Родился 26 декабря 1885 года в Новгороде и происходил из дворянского рода Бахтиных.
В 1904 году окончил Орловский Бахтина кадетский корпус, основателем которого был полковник Михаил Петрович Бахтин, являвшийся его дальним родственником. В августе того же года вступил в службу в Русскую императорскую армию.
24 марта 1906 года Бахтин в чине подпоручика был выпущен из Павловского военного училища в стрелковый лейб-гвардии полк. Служил младшим офицером, с апреля 1907 — командиром роты, с июля 1908 — батальонным адъютантом и делопроизводителем полкового суда, с марта 1909 — полковым казначеем. В июне 1911 года переведён в Финляндский 1-й стрелковый полк: младший офицер роты, с июня 1912 — командир роты, с декабря 1912 — врид начальника нестроевой команды полка, с апреля 1913 — полковой адъютант и одновременно начальник музыкантской команды полка.

### Первая мировая и гражданская войны
Принимал участие в боевых действиях на фронтах Первой мировой войны с начала войны, полк воевал в составе 10-й армии Северо-Западного фронта. С марта 1915 года был начальником команды связи полка с оставлением в должности полкового адъютанта, а с августа — начальником команды конной разведки полка. В октябре 1915 года получил сильную контузию, по выздоровлении в декабре назначен командиром роты, в феврале 1916 — командиром батальона. Позднее был переведён в 3-й Финляндский стрелковый полк 1-й Финляндской стрелковой дивизии. В чине полковника стал выборным командиром дивизии. За отвагу в боях награждён 8-ю орденами.
27 августа 1918 года Бахтин вступил в ряды РККА, после чего был назначен на должность заведующего формированием лыжных отрядов Административного управления штаба Ярославского военного округа. В 1919 году назначался на должностях для поручений этого округа и командира 1-й бригады в составе 4-й, а затем 7-й стрелковых дивизий. Находясь на этой должности, принимал участие в боевых действиях в районе Обояни и Суджи против войск под командованием генерала А. И. Деникина, осенью 1919 года — в ходе Орловско-Курской наступательной операции и освобождения Дмитровска, а затем — в составе 12-й армии Юго-Западного фронта в боевых действиях в районах Глухова, Путивля и Конотопа.
С весны 1920 года Бахтин принимал участие в боях на новоград-волынском, коростеньском и киевском направлениях в ходе советско-польской войны.
4 августа Бахтин был назначен на должность командира 25-й Чапаевской стрелковой дивизии (12-я армия, Западный фронт). В августе дивизия под командованием Бахтина освободила Ковель, в результате чего поляки отступили за Западный Буг, где создали оборону. 25-я стрелковая дивизия предприняла попытку форсировать реку, но отступила из-за недостатка боеприпасов. 10 сентября дивизия предприняла вторую попытку форсирования Западного Буга, однако в ходе боевых действий входящий в состав дивизии 1-й Уральский кавалерийский полк перешёл на сторону противника. Бахтин принял решение готовить дивизию к новому наступлению, однако 12 сентября противник прорвался в тыл 12-й армии и захватил Ковель, в результате чего армия отступила с целью предотвращения окружения. 25-я стрелковая дивизия отступила к Белокоровичам. 4 сентября Бахтин был отозван в штаб армии и с октября состоял для поручений при командующем 12-й армии, а 13 декабря 1920 года был назначен на должность командира 7-й стрелковой дивизии. Принимал участие в боевых действиях против войск под командованием Н. И. Махно в районе Золотоноши и вооружённых формирований в Полтавской губернии.
За участие в Гражданской войне Александр Николаевич Бахтин в 1922 году был награждён орденом Красного Знамени.

### Межвоенное время
С ноября 1922 года Бахтин временно исполнял должность командира 7-го стрелкового корпуса. В сентябре 1923 года был направлен на учёбу в Военно-академические курсы высшего комсостава РККА, по окончании которых в июле 1924 года был назначен на должность начальника 13-й Одесской пехотной школы.
В феврале 1925 года был назначен на должность помощника командира, в сентябре 1926 года — на должность начальника штаба 7-го стрелкового корпуса (Украинский военный округ), в июне 1929 года — на должность командира 9-го стрелкового корпуса (Северо-Кавказский военный округ), в мае 1931 года — на должность заместителя начальника штаба Северо-Кавказского военного округа, а в мае 1936 года — на должность командира 83-го стрелкового корпуса (Ленинградский военный округ).
С июня 1937 года Александр Николаевич Бахтин состоял в распоряжении Управления по начсоставу РККА и в августе 1937 года был назначен на должность старшего преподавателя Академии Генштаба. В 1938 году сдал экстерном экзамены в Академии, став её выпускником. В ноябре 1939 года был назначен на должность старшего преподавателя кафедры организации и мобилизации академии.
В 1939 году вступил в ряды ВКП(б).

### Великая Отечественная война
В феврале 1942 года Александр Николаевич Бахтин был прикомандирован к военно-историческому отделу Генштаба, а в августе — к группе Маршала Советского Союза К. Е. Ворошилова, после чего руководил группой контроля за формированием стрелковых и кавалерийских соединений и подготовкой маршевого пополнения в запасных бригадах и военных округах. В декабре 1943 года был назначен на должность заместителя командующего войсками Сибирского военного округа Н. В. Медведева по военно-учебным заведениям.
В мае 1944 года Бахтин был направлен на стажировку на 3-й Украинский фронт, где был назначен на должность заместителя командующего 5-й ударной, а затем — на должность заместителя командира 46-й армией.
В ходе Ясско-Кишинёвской операции 46-я армия провела форсирование Днестровского лимана при поддержке Дунайской военной флотилии, А. Н. Бахтин был назначен на должность руководителя операцией, а контр-адмирал С. Г. Горшков — на должность заместителя по морской части.
На левом фланге 46-й армии была сформирована особая группа войск, названная «группой Бахтина», в которую вошли две бригады морской пехоты, отдельный мотострелковый батальон Дунайской военной флотилии, отдельный мотоциклетный полк, батальон плавающих автомобилей, два понтонных батальона и катера пограничных войск. В ночь на 23 августа 1944 года группа Бахтина форсировала Днестровский лиман, освободив Аккерман, Измаил и другие населённые пункты, после чего продолжила наступление, замкнув кольцо окружения вокруг 3-й румынской армии.
С 24 марта по 24 апреля 1945 года Александр Николаевич Бахтин временно командовал 75-м стрелковым корпусом (46-я армия, 2-й Украинский фронт), который принимал участие в Венской наступательной операции, во время которой успешно действовал в ходе окружения группировки противника и овладении Вены. Затем Бахтин принимал участие в Будапештской операции, а также при форсировании Дуная и захвате плацдармов.

### Послевоенная карьера
В октябре 1945 года Бахтин был направлен на лечение в Кисловодск, а в январе 1946 года был назначен на должность заместителя командующего войсками по военно-учебным заведениям Горьковского военного округа, а в апреле — на должность заместителя командующего войсками по военно-учебным заведениям Северо-Кавказского военного округа.
С июля 1946 года генерал-лейтенант Александр Николаевич Бахтин находился в распоряжении Управления кадров Сухопутных войск, а в феврале 1947 года вышел в отставку. Умер 23 марта 1963 года в Москве.

## Чины и воинские звания
Российская империя:
- подпоручик — 01.03.1906
- поручик — 18.04.1910 (со старшинством с 24.03.1910)
- штабс-капитан — 14.06.1911 (со старшинством с 24.03.1910)
- капитан — 21.02.1915 (со старшинством с 24.03.1914)
- подполковник — апрель 1917
- полковник — июль 1917

СССР:
- комдив — 21.11.1935
- генерал-лейтенант — 04.06.1940

## Награды
Награды Российской империи:
- орден Святого Станислава 3-й степени (6.12.1913)
- мечи и бант к ордену Святого Станислава 3-й степени (4.6.1915)
- орден Святой Анны 4-й степени с надписью «За храбрость» (31.12.1914)
- орден Святой Анны 3-й степени с мечами и бантом (10.2.1915)
- орден Святой Анны 3-й степени с надписью «За храбрость» (15.6.1915)
- орден Святого Владимира 4-й степени с мечами и бантом (8.08.1915)
- орден Святой Анны 2 степени (5.12.1915)
- орден Святого Станислава 2-й степени с мечами (31.5.1916)
- орден Святой Анны 2-й степени с мечами (25.11.1916)
- Георгиевский крест с лавровой ветвью (для награждения офицеров) (лето 1917)
- медаль «В память 100-летия Отечественной войны 1812 г.»
- медаль «В память 300-летия царствования дома Романовых»
- нагрудный знак «Лейб-гвардии 3-го стрелкового Его Величества полка Павловского военного училища» (1.3.1906)

Награды Советского Союза:
- орден Ленина (21.2.1945 — за выслугу лет)
- два ордена Красного Знамени (1922; 3.11.1944 — за выслугу лет)
- орден Кутузова 2-й степени (3.9.1944 — за Ясско-Кишинёвскую операцию)
- орден Богдана Хмельницкого 2-й степени (28.4.1945 — за Будапештскую операцию)
- орден «Знак Почёта»
- медали

## Документы
- Общедоступный электронный банк документов «Подвиг Народа в Великой Отечественной войне 1941—1945 гг.» Архивировано 13 марта 2012 года. № в базе данных 18971589. Архивировано 12 мая 2013 года., 19369350. Архивировано 12 мая 2013 года., 46443806. Архивировано 12 мая 2013 года., 46545189. Архивировано 12 мая 2013 года., 46562055. Архивировано 12 мая 2013 года., 46686163. Архивировано 12 мая 2013 года., 46637362. Архивировано 12 мая 2013 года..